# Chikkote, Alur
Chikkote là một làng thuộc tehsil Alur, huyện Hassan, bang Karnataka, Ấn Độ.